# El pes de l'aigua
El pes de l'aigua (títol original: The Weight of Water) és una pel·lícula estatunidenca dirigida per Kathryn Bigelow el 2000. Està treta d'un llibre del mateix nom. Ha estat doblada al català.

## Argument
Jean desitja aclarir un homicidi que es va produir a una illa l'any 1873. Les investigacions s'enreden amb la seva vida sentimental: la presència d'una dona al veler on passa les vacances amb el seu marit empitjora les coses.

## Repartiment
- Elizabeth Hurley: Adaline Gunne
- Catherine McCormack: Jean Janes
- Sean Penn	: Thomas Janes
- Sarah Polley: Maren Hontvedt
  - Rita Kvist: Maren de jove
- Josh Lucas: Rich Janes
- Ciarán Hinds: Louis Wagner
- Ulrich Thomsen: John Hontvedt
- Anders W. Berthelsen: Evan Christenson
  - Jan Tore Kristoffersen: Evan de jove
- Katrin Cartlidge: Karen Christenson
- Vinessa Shaw: Anethe Christenson
- Richard Donat: Mr. Plaisted
- Adam Curry: Emil Ingerbretson
- John Maclaren: Dr. Parsons
- Karl Juliusson: Mr. Christenson

## Premis i nominacions
- Premi Film and Literature al Film by the Sea Internacional Film Festival per a Kathryn Bigelow.
- Nominada per a la Conquilla d'Or a la millor pel·lícula del Festival Internacional de Cinema de Sant Sebastià per a Kathryn Bigelow.

## Crítica
- "Un guió imperfecte, però que Kathryn Bigelow utilitza per crear un ambient hipnòtic i fascinant (...) El millor: la capacitat de Bigelow per crear imatges poderoses. El pitjor: la deficient connexió entre les dues històries."[3]
- "Hi ha tant per a admirar a 'The Weight of Water' (...) que quan finalment la pel·lícula s'acosta cap al final et deixa amb la frustrant tasca de recollir-ne els fragments i recompondre-la tan bé com puguis. (...) [les dues històries] no aconsegueixen encaixar mai"[2]